# 충제현

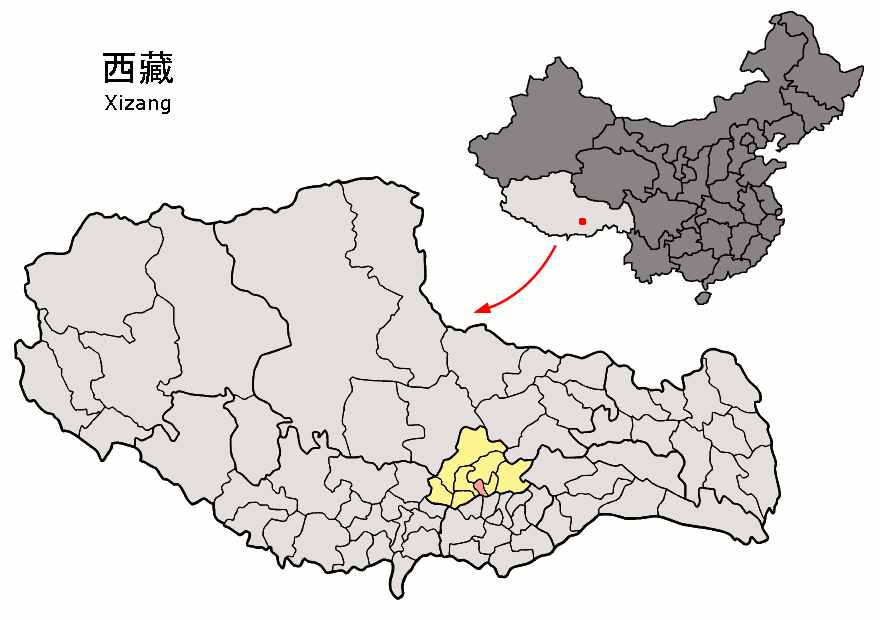
총갸이 현의 위치

충제현(티베트어: འཕྱོངས་རྒྱས་རྫོང་ 총갸이 종, 중국어: 琼结县, 병음: Qióngjié Xiàn)은 티베트 자치구 산난 지구의 현급 행정구역이다. 넓이는 1030km2이고, 인구는 2007년 기준으로 20,000명이다.

## 지리
평균해발고도는 3850m이다. 연평균 기온은 7.3°C이고 연평균 강수량은 345mm이다.

## 행정 구역
1개 진, 3개 향을 관할한다.
- 진: 琼结镇.
- 향: 拉玉乡, 下水乡, 加麻乡.